# Vårdslöshet i trafik
Vårdslöshet i trafik är i Sverige brottsrubriceringen för ett trafikbrott där en trafikant i väsentlig mån har brustit i omsorg och varsamhet på sätt som inneburit att fara för trafikolycka uppstått. Den som döms för vårdslöshet i trafik får påföljden dagsböter eller i grova fall fängelse i högst två år.